# HSD17B1
HSD17B1 (англ. Hydroxysteroid 17-beta dehydrogenase 1) – білок, який кодується однойменним геном, розташованим у людей на короткому плечі 17-ї хромосоми. Довжина поліпептидного ланцюга білка становить 328 амінокислот, а молекулярна маса — 34 950.
| 10         |  | 20         |  | 30         |  | 40         |  | 50         |
| ---------- |  | ---------- |  | ---------- |  | ---------- |  | ---------- |
| MARTVVLITG |  | CSSGIGLHLA |  | VRLASDPSQS |  | FKVYATLRDL |  | KTQGRLWEAA |
| RALACPPGSL |  | ETLQLDVRDS |  | KSVAAARERV |  | TEGRVDVLVC |  | NAGLGLLGPL |
| EALGEDAVAS |  | VLDVNVVGTV |  | RMLQAFLPDM |  | KRRGSGRVLV |  | TGSVGGLMGL |
| PFNDVYCASK |  | FALEGLCESL |  | AVLLLPFGVH |  | LSLIECGPVH |  | TAFMEKVLGS |
| PEEVLDRTDI |  | HTFHRFYQYL |  | AHSKQVFREA |  | AQNPEEVAEV |  | FLTALRAPKP |
| TLRYFTTERF |  | LPLLRMRLDD |  | PSGSNYVTAM |  | HREVFGDVPA |  | KAEAGAEAGG |
| GAGPGAEDEA |  | GRGAVGDPEL |  | GDPPAAPQ   |  |            |  |            |

A: Аланін

C: Цистеїн

D: Аспарагінова кислота

E: Глутамінова кислота

F: Фенілаланін

G: Гліцин

H: Гістидин

I: Ізолейцин

K: Лізин

L: Лейцин

M: Метіонін

N: Аспарагін

P: Пролін

Q: Глутамін

R: Аргінін

S: Серин

T: Треонін

V: Валін

W: Триптофан

Кодований геном білок за функцією належить до оксидоредуктаз. 
Задіяний у таких біологічних процесах, як метаболізм ліпідів, біосинтез ліпідів, біосинтез стероїдів. 
Білок має сайт для зв'язування з НАДФ. 
Локалізований у цитоплазмі.